# Valentina Tikhomirova
Valentina Tikhomirova (Unión Soviética, 28 de junio de 1941) es una atleta soviética especializada en la prueba de pentatlón, en la que consiguió ser campeona europea en 1966.

## Carrera deportiva
En el Campeonato Europeo de Atletismo de 1966 ganó la medalla de oro en la competición de pentatlón, logrando un total de 4787 puntos, superando a las atletas alemanas Heide Rosendahl y Ingeborg Exner (bronce).